# Corral de Almaguer
Corral de Almaguer település Spanyolországban, Toledo tartományban. Corral de Almaguer Villatobas, Santa Cruz de la Zarza, Cabezamesada, Villamayor de Santiago, Villanueva de Alcardete, La Puebla de Almoradiel, Villa de Don Fadrique, Villacañas, Lillo és La Guardia községekkel határos. Lakosainak száma 5237 fő (2024).

## Népesség
A település népessége az utóbbi években az alábbiak szerint változott:
| Lakosok száma | 5594 | 5693 | 6043 | 6257 | 6235 | 5590 | 5443 | 5352 | 4827 | 5237 |
|               | 2001 | 2004 | 2007 | 2009 | 2012 | 2014 | 2017 | 2019 | 2022 | 2024 |